# Мастер (фильм, 1992)
«Мастер» (англ. The Master, кит. 黃飛鴻'92之龍行天下) — гонконгский художественный фильм с боевыми искусствами, сценаристом продюсером и режиссёром которого выступил Цуй Харк, а главную роль исполнил Джет Ли.

## Сюжет
Действие фильма разворачивается в Лос-Анджелесе. На одной из улиц города развязывается драка между учителем боевых искусств Чань Хаутаком и Джонни, что приводит к погрому в магазине лекарств Хаутака. На помощь Хаутаку приходит Анна, благодаря чему старику удаётся избежать смерти. Он остаётся в автофургоне Анны на время выздоровления.
Кит приезжает в Лос-Анджелес из аэропорта на автобусе. Когда он приезжает в магазин Хаутака, чтобы старик вновь принял его в ученики, то видит магазин в ставнях, и трое неизвестных крадут его сумку. Кит гонится за их автомобилем по улицам и в конце концов настигает троицу. Хулиганы настолько ошарашены способностями Кита, что просят его стать их учителем. Они принимают гостя к себе домой, в заброшенное здание муниципалитета, но тут появляется местная шайка. Кит защищает своих новых друзей, но тем не менее их дом поджигают.
Джонни и его банда тем временем, побеждая учителей школ боевых искусств, закрывают их школы, тем самым делают себе репутацию. Кит встречает Мэй, работницу банка, ответственную за кредит, выданный Хаутаку на его магазин — оба ищут старика. Кит оказывается втянутым в ограбление на автостоянке. Ему приходится драться с Джонни, но тот узнаёт его с одной из фотографий Хаутака, и становится ясно, что убьёт их обоих. Анне и друзьям Кита хорошо достаётся, поэтому Киту приходится их тренировать для самозащиты. В конечном счёте Кит встречается с Хаутаком, но старик заявляет, что больше не будет ни делать травяные лекарства, ни преподавать кунг-фу.
Кит с друзьями отправляются в магазин, где имеют дело с бандой Джонни. Трое друзей отрабатывают полученные навыки на практике, в драке с четырьмя бойцами Джонни. Затем Кит дерётся с Джонни, пока не приезжает полиция.
Кит и Хаутак спорят, и Кит решает вернуться в Гонконг. Когда Кит едет на автобусе, на него нападает человек с дробовиком, который был на автостоянке. Кит успешно расправляется с нападавшим и останавливает неуправляемый автобус из-за убийства водителя. Между тем Так и трое друзей Кита отправляются в высотку, где банда Джонни удерживает в заложниках Анну.
Кит и Мэй возвращаются в магазин, где находят записку и завещание Хаутака. Старик тем временем на крыше высотки избивает большую часть банды Джонни и начинает уставать. Кит берёт на себя Джонни, в то время как Хаутак и остальные спасают Анну и разделываются с остальными.
После успешного окончания миссии Кит садится в автобус, собираясь улетать в Гонконг. К нему садится Мэй, которая хочет полететь с ним. Однако Хаутак крадёт паспорт Кита, из-за чего тот не может улететь.

## В ролях
- Джет Ли — Кит
- Юнь Ва[кит.] — Чань Хаутак
- Кристал Куок — Мэй
- Джерри Тримбл[англ.] — Джонни
- Тоу Вайво — учитель боевых искусств
- Билли Блэнкс — член банды Ястребов